# Roure martinenc
El roure martinenc (Quercus pubescens) és un arbre caducifoli mitjà que pot arribar als 25 metres. És el roure per excel·lència dels països submediterranis. A Catalunya es troba als boscos de muntanya mitjana. Tal com indica el seu nom llatí, els branquillons i les fulles són peluts. Està catalogat com a espècie vulnerable.

## Morfologia
El seu tronc és tort si l'arbre creix aïllat, però dret al bosc; l'escorça és marronosa i fissurada, presenta una capçada ampla i clara. Té les fulles de 5 a 10 cm de llargada, densament peludes, de joves per totes dues cares, però després mantenen els pèls només al revers. De dimensions mitjanes i gruixudes, les fulles tenen els marges profundament lobats. Les flors masculines es disposen en aments pènduls i les femenines estan envoltades d'un involucre d'on tan sols sobresurten els estils. El gla en forma d'ovoide allargat i molt escarpat, amb el peduncle curt i pelut, és cobert per una cúpula amb escames molt cenyides.
Als llocs de transició, es pot confondre amb el roure de fulla gran, amb el qual s'hibrida fàcilment.

## Ecologia
És una espècie termòfila, encara que suporta bé el fred, i heliòfila. Forma boscos clars. Té una bona resistència als incendis. Es distribueix en l'àrea de la muntanya mitjana, típicament a l'estatge submontà, encara que pot pujar més amunt dels 1.500 m d'altitud en vessants càlids. El seu màxim desenvolupament es troba en vessants assolellats, tot i que es fa en orientacions diverses. És típic del clima medioeuropeu submediterrani o mediterrani muntanyenc i creix en tota mena de sols, encara que en prefereix els calcaris.

## Distribució
Es distribueix per l'Europa meridional, des del nord-est de la península Ibèrica, passant per Itàlia i els Balcans, fins a l'Àsia Menor. Dins del territori català, és abundant als boscos de la muntanya mitjana i, des dels Pirineus a la zona litoral, fins a Barcelona. En condicions naturals encara ocuparien més superfície, ja que actualment només es conserven, sovint força malmesos, als vessants que no són adequats per a altres usos. Les comarques amb més roures martinencs i híbrids són Osona (més de 20 milions), el Pallars Jussà (més de 15 milions), el Berguedà (8 milions) i l'Alt Urgell i el Solsonès (7 milions). A les comarques del Berguedà i al Solsonès, se n'espera un important increment arran dels grans incendis forestals.

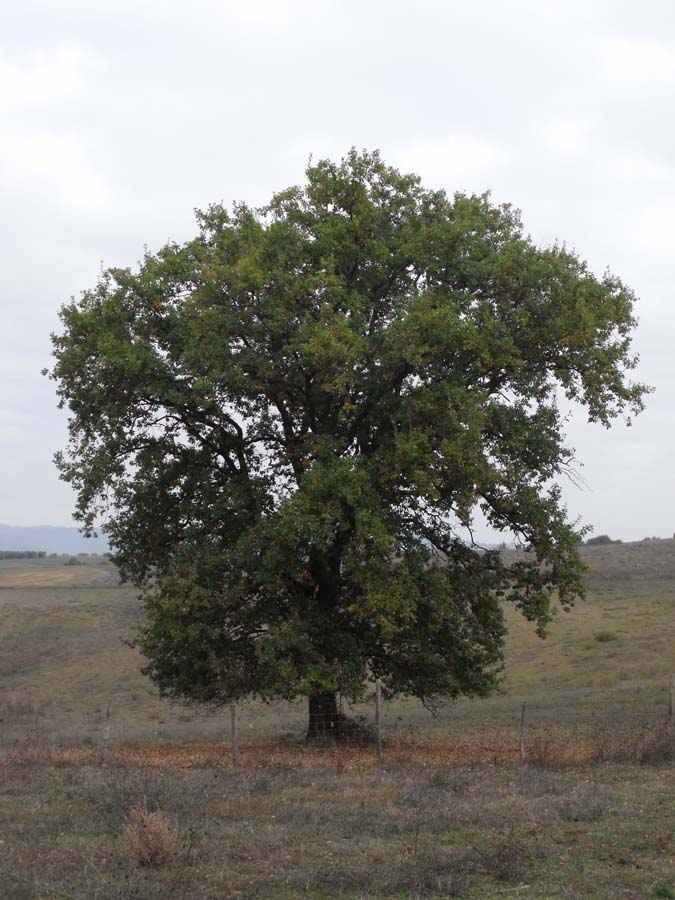
Roure martinenc

## Boscos de roure martinenc
Per la seva altura, és capaç de dominar moltes espècies que s'afebleixen en no rebre il·luminació i, per tant, les rouredes solen ser força monoespecífiques, en absència d'intervenció humana. L'aspecte més típic és el d'una roureda pura, encara que s'hi poden barrejar exemplars de pi roig o, més rarament, de faig. L'estrat arbustiu és ben desenvolupat i divers, al contrari de l'estrat herbaci, que acostuma a ser bastant esclarissat.

## Gestió, usos i conservació
La roureda de roure martinenc, sent una formació ben adaptada als hàbitats del nostre país, i tenint una bona resistència al foc, pot fer en molt bones condicions les funcions genèriques del bosc, tals com protecció del sòl, regulació hidrològica, generació de biodiversitat, valors paisatgístics. Històricament, la fusta del roure martinenc va ser utilitzada per a la producció de carbó. Actualment s'explota com a llenya de cremar, i en bones estacions pot donar fusta de serra. Aquestes rouredes, en densitats baixes (adevesades), han estat utilitzades com a zones de pastures, i en alguns llocs del país encara tenen aquesta utilització. A voltes, han estat substituïdes per pinedes de pi roig o de pinassa, de creixement més ràpid, encara que de pitjor comportament al foc.

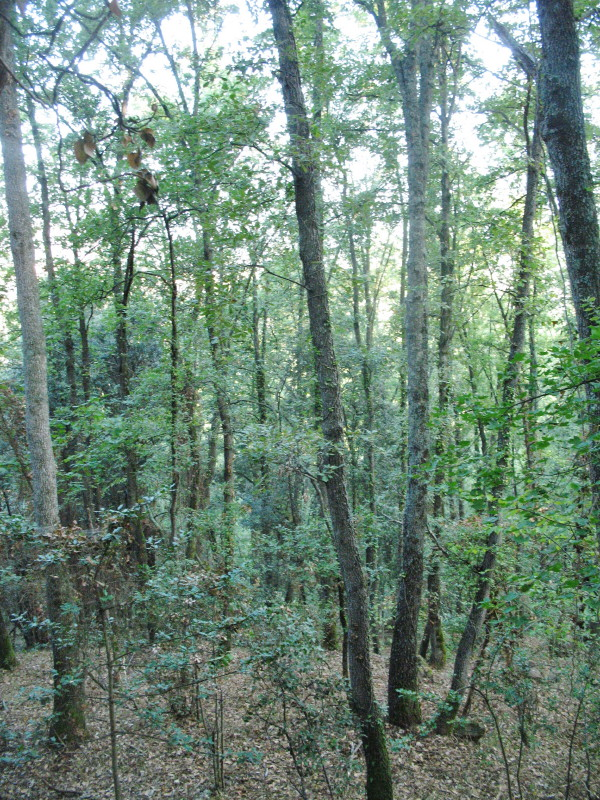
Bosc jove de roure martinenc a la Garrotxa